# Chiesa di Santa Maria Maggiore (Vercelli)
La chiesa di Santa Maria Maggiore è un edificio religioso di Vercelli di cui è concattedrale. Ha la dignità di basilica minore. Originariamente sorse per volere dell'ordine dei Gesuiti, su progetto di Filippo Juvarra datato 1734, con il titolo di chiesa della Santissima Trinità. Nel 1773, con la soppressione dei Gesuiti, fu permutata dal Capitolo della Cattedrale con l'antica chiesa di Santa Maria Maggiore, che sorgeva poco distante, assumendone così la titolazione.

## Storia e descrizione
I Gesuiti di Vercelli commissionarono nel 1734 a Filippo Juvarra, di cui rimangono bellissimi disegni, il progetto per la loro nuova grandiosa chiesa, dedicata alla Santissima Trinità, attigua al loro costruendo collegio. Soppresso l'Ordine nel 1773 da parte di papa Clemente XIV, la chiesa ed il collegio passarono di proprietà dello stato sabaudo. La Curia arcivescovile propose così di permutare l'antica basilica di Santa Maria Maggiore, prima cattedrale della città che necessitava di grandi lavori di restauro con il nuovo tempio, seppur non ancora ultimato. Fu così che assunse la titolazione di Santa Maria Maggiore e ebbe la dignità di concattedrale nel 1775, anno in cui fu riaperta al culto. Nel 1779 su progetto dell'ingegnere Battista Sassi fu realizzata la facciata. Si deve aspettare però sino al 1861 per un restauro ed un completamento delle decorazioni interne su progetto dell'architetto Giuseppe Locarni sotto la supervisione del conte Edoardo Arborio Mella. Nello stesso anno finalmente fu riconsacrata solennemente dall'arcivescovo D'Angennes. In quell'occasione fu in città San Giovanni Bosco, che vi predicò. Nel 2013 si sono conclusi i grandi lavori di restauro che hanno riguardato le coperture, la facciata e la grande volta interna nonché la cappella invernale.

## Descrizione
La facciata appare piuttosto pesante e disarmonica per via dell'elevata altezza del tempio. Si presenta in stile neoclassico scandita da quattro lesene e sormontata da un frontone. L'interno è ad unica navata, come è tipico dell'impostazione delle chiese gesuitiche. Orientata sull'asse est-ovest presenta quattro altari laterali (XVIII secolo), mentre nell'abside semicircolare c'è l'imponente altare maggiore in marmo di Carrara (1861) con applicati fregi in stucco. Il tutto è sormontato da una grande pala d'altare che raffigura l'Assunzione della Vergine. Alla sinistra dell'entrata si accede poi alla cappella invernale mentre alla destra al fonte battesimale. Da segnalare in sagrestia un famoso quadro, la "Madonna delle Grazie" che la tradizione vuole sia un regalo di sant'Elena, madre dell'imperatore Costantino, all'antica basilica di Santa Maria Maggiore. Seppur completamente ridipinta nel corso dei secoli, è ipotizzabile (A.M. Brizio) che sia un dipinto su legno di epoca romanica, risalente all'XI o XII secolo.

## Leggende
Si dice che dalle cripte, dove sono sepolti importanti personaggi ecclesiastici, si potrebbe scendere ad un piano inferiore riservato a fossa comune. L'accesso sarebbe consentito da alcune botole disseminate nella cripta.